# Aulacorthum sclerodorsi
Aulacorthum sclerodorsi är en insektsart. Aulacorthum sclerodorsi ingår i släktet Aulacorthum och familjen långrörsbladlöss. Inga underarter finns listade i Catalogue of Life.